# Wila Wilani
Wila Wilani est un site archéologique d'art rupestre du Pérou. Il est situé dans la région de Tacna, district de Palca, près de Wila Wilani (Vilavilane, Vilavilani). Les motifs des peintures sont principalement des scènes de chasse avec des camélidés.